# Église Sainte-Fauste d'Aboul
L'église Sainte-Fauste d'Aboul est une église située en France sur la commune de Bozouls, dans le département de l'Aveyron en région Occitanie.
Elle fait l'objet d'une inscription au titre des monuments historiques depuis le 7 décembre 1987.

## Historique
Cette église est construite par les Hospitaliers au XIIe siècle. Elle connaît plusieurs modifications au XIXe siècle.
L'édifice est inscrit au titre des monuments historiques en 1987, pour son décor extérieur.